# Cimetière central de Bogota
Le cimetière central de Bogota (espagnol: Cementerio Central de Bogotá) est l'un des plus célèbres et anciens cimetières de la Colombie. Situé à Bogota, de nombreuses personnes célèbres, héros nationaux, poètes et anciens présidents colombiens y sont enterrés. Le cimetière a été ouvert en 1836 et il fait l'objet d'un classement au titre des Monuments National depuis le 26 septembre 1984.

## Principales personnalités enterrées
- Rafael Almansa, prêtre catholique colombien.
- Virgilio Barco Vargas, Président de la Colombie.
- Luis Carlos Galán, homme politique colombien.
- Julio Garavito Armero, astronome colombien.
- Jean Marie Marcelin Gilibert, militaire français, fondateur de la police nationale colombienne.
- Álvaro Gómez Hurtado, homme politique colombien.
- Alfonso López Michelsen, Président de la Colombie.
- Rafael Pombo, poète colombien.
- José Manuel Restrepo, historien et botaniste colombien.
- Rafael Reyes Prieto, Président de la Colombie.
- Gustavo Rojas Pinilla, dictateur militaire de la Colombie.
- Francisco de Paula Santander, militaire, président et héros de l'indépendance.
- José Asunción Silva, poète colombien.
- Oreste Síndici, compositeur italo-colombien, auteur de l'hymne national de la Colombie.
- Marco Fidel Suárez, Président de la Colombie.
- Rafael Uribe Uribe, diplomate et militaire colombien.